# 세포연접
세포연접(細胞連接, 영어: cell junction) 또는 세포결합(細胞結合)은 다세포 동물의 조직 내에 존재하는 구조의 한 형태이다.
세포연접의 종류는 그들의 기능에 따라 분류된다. 어떤 결합은 세포 간의 틈으로 분자들이 누출되는 것을 방지하는 작용을 하는가 하면, 다른 결합은 강한 기계적 결합을 형성하기도 하며, 긴밀한 화학적 통신 수단으로 작용하는 결합도 있다.
동물의 세포연접에는 밀착연접, 접착연접, 데스모솜, 헤미데스모솜, 간극연접이 존재하여 서로다른 기능을 수행하며, 식물세포에서는 이러한 연접이 존재하지 않지만 대신 플라스모데스마타라 불리는 미세한 통신채널에 의해 연결된다.

## 밀착연접
밀착연접은 밀봉 기능을 담당하는 세포 연접으로, 이웃하는 세포끼리 그 원형질막이 밀착, 폐쇄되어 수용성 분자들이 세포 틈 사이로 쉽게 누출될 수 없다. 이는 클라우딘(claudin)과 오클루딘(occludin) 단백질이 사슬 형태로 배열되어 두 세포 사이를 밀봉함으로써 연결된다.

## 접착연접
접착연접은 데스모솜(desmosome)과 헤미데스모솜(hemidesmosome)과 함께 기계적인 부착을 통하여 세포조직을 결합시키는 3가지 유형의 연접 중 하나이다. 접착연접은 캐드헤린 족에 속하는 막관통단백질 주변에 형성된다. 이 캐드헤린 분자들은 한 세포의 원형질막의 카드헤린 분자와 이웃하는 세포의 캐드헤린 분자가 직접 결합함으로써 접착연접을 형성하고, 이 결합된 캐드헤린 분자들에 세포 내 액틴필라멘트가 연결되어 인접하는 상피세포들의 밀착연접의 바로 아래에 접착벨트(adhesion belt)를 형성한다.

## 데스모솜
데스모솜(desmosome) 도 기계적인 부착으로 세포들을 연결시키는 연접으로 접착연접과 동일하게 캐드헤린 분자들에 의해 형성된다. 그러나 데스모솜의 연접에서는 결합한 캐드헤린 분자들에 액틴 필라멘트가 아닌 중간필라멘트인 케라틴이 연결되어 있으며, 이 연접은 서로 다른 세포에 존재하는 두꺼운 새끼줄 모양의 케라틴 필라멘트 다발이 서로 묶어 세포조직에 강력한 인장강도를 제공한다.

## 헤미데스모솜
헤미데스모솜(hemidesmosome)은 세포조직(상피조직)을 바로 아래의 기저층 조직에 부착시키는 연접이다. 헤미데스모솜 인테그린 단백질에 의해 매개된다. 인테그린 단백질은 안쪽의 케라틴 필라멘트에 결합하면서 세포 바깥의 기저층의 라미닌과 동시에 결합함으로써 세포를 기저층과 부착시킨다.

## 간극연접
간극연접(gap junction)은 세포들 사이에서 작은 분자들이 직접 이동할 수 있는 통로를 제공하는 연접이다. 접촉하고 있는 두 세포의 세포막 사이에는 코넥손(connexon)이라고 불리는 수많은 단백질복합체들이 존재하는데, 이들이 두 세포의 원형질막을 관을 형성하여 작은 수용성 분자들이 한 세포질에서 이웃한 세포질로 이동할 수 있는 통로를 제공한다. 이러한 간극결합은 항상 열려있는 것이 아니라 외부의 신호에 반응하여 필요할 때 개폐를 조절한다.

## 세포연접의 종류 표
| 이름         | 기능                                                                 |
| 밀착연접     | 이웃하는 세포를 봉합하여 세포 사이로 분자가 통과하지 못하도록함      |
| 접착연접     | 한 세포의 액틴 다발과 이웃한 세포의 유사 다발을 연결시킴             |
| 데스모솜     | 한 세포의 중간필라멘트와 이웃 세포의 중간필라멘트를 연결시킴         |
| 간극연접     | 세포 간에 이온과 같은 작은 수용성 분자의 이동이 가능한 통로를 형성함 |
| 헤미데스모솜 | 세포의 중간필라멘트를 기저층에 연결시킴                              |

## 참고 문헌
1. 필수 세포생물학 3rd edition ( Essential Cell Biology third edition) |저자: Bruce Alberts 외 7인 | 대포역자: 박상대 |출판사: 교보문고 | 페이지:736-743